# Ultrasat
Ultrasat (Eigenschreibweise ULTRASAT, kurz für Ultraviolet Transient Astronomy Satellite, dt.: ultravioletter transienter Astronomie-Satellit) ist ein im Bau befindliches Satellitenteleskop im Kleinsatellitenformat für die Ultraviolettastronomie.

## Aufbau und Aufgaben
Bei Ultrasat handelt es sich um einen Kleinsatelliten, dessen Satellitenbus auf den bereits von Israel Aerospace Industries gefertigten Kleinsatelliten basiert und der als Sekundärnutzlast einer Rakete gestartet werden kann. Die Energieversorgung erfolgt über ein Solarpaneel, wobei überschüssige Energie in Akkumulatoren zwischengespeichert werden kann. Zum Transfer aus dem Geotransfer- in den geostationären Orbit sowie zur Ausrichtung auf Beobachtungsobjekte am Himmel besitzt der Satellit ein Zweikomponenten-Antriebssystem. Die Treibstoffmenge ist für eine Missionsdauer von sechs Jahren ausgelegt und macht etwa die Hälfte der Startmasse aus. Das einzige Instrument von Ultrasat ist ein Schmidt-Teleskop mit einem vergleichsweise großen Sichtfeld von 204 deg2. Die dazugehörige Kamera besteht aus vier CMOS-Bildsensoren mit jeweils 22,45 Megapixeln und hat eine Arbeitstemperatur von 200 K, was eine thermische Isolierung der restlichen, auf 293 K erwärmten Satellitenkomponenten notwendig macht. Die Lebensdauer der Kamera ist auf über sieben Jahre ausgelegt.
Ziel der Ultrasat-Mission ist die Untersuchung von transienten (schnell vorübergehenden) astronomischen Ereignissen wie Supernovae oder der Verschmelzung von Neutronensternen. Hierzu soll der Satellit elektromagnetische Strahlung im UV-Bereich (Wellenlängen von 230–290 nm) detektieren. Das erste Hauptziel ist die Untersuchung der Quellen von Gravitationswellen. Nach der Erkennung von Gravitationswellen aus beispielsweise der Verschmelzung von Neutronensternen durch einen Gravitationswellendetektor soll der Satellit innerhalb weniger Minuten bis maximal einer halben Stunde den gesamten Bereich des Himmels untersuchen, aus dem diese stammen könnten. Die gesammelten Daten sollen eine genauere Positionsbestimmung der Quelle ermöglichen, sodass weitere Teleskope das Ereignis beobachten können. Zweites Hauptziel der Mission ist die Untersuchung von Radius und Oberflächenzusammensetzung von Sternen, kurz bevor diese in einer Kernkollaps-Supernova enden. Hierzu soll das am Beginn der Supernova ausgesendete UV-Licht gemessen werden.

## Projektdaten und beteiligte Institutionen
Ultrasat ist eine israelisch-deutsche Kooperation mit Beginn im Jahr 2019. Die Kosten für das Projekt betragen etwa 70 Millionen Euro und werden von der Israelischen Raumfahrtagentur (ISA), dem israelischen Weizmann-Institut für Wissenschaften (WIS) sowie dem Deutschen Elektronen-Synchrotron (DESY) gemeinsam getragen, die zusammen auch die Missionsleitung innehaben. Die wissenschaftliche Leitung liegt beim WIS, welches auch den wissenschaftlichen Betrieb durchführen wird. Der Missionsbetrieb wird durch Israel Aerospace Industries (IAI) erfolgen.
Die IAI konstruieren auch den Satellitenbus, das Teleskop wird von Elbit und Elop gefertigt. Die Entwicklung der Kamera erfolgt beim DESY am Standort Zeuthen. Von der NASA wird der Start organisiert, der für das Jahr 2026 angestrebt wird.